# Lorenzo Valditara
Lorenzo Valditara (Novara, 26 giugno 1921 – Udine, 23 ottobre 2014) è stato un generale italiano, veterano della seconda guerra mondiale, dove combatté in Russia venendo decorato con una medaglia di bronzo al valor militare e promosso tenente per merito di guerra. Dopo la fine del conflitto svolse numerosi incarichi in seno alle truppe alpine, tra i quali quello di comandante della Brigata alpina "Cadore" e del 4º Corpo d'armata alpino. Tra il 14 gennaio 1981 e il 19 gennaio 1984 fu comandante generale dell'Arma dei Carabinieri.

## Biografia
Nacque a Novara il 26 giugno 1921, figlio di Giuseppe, un dipendente delle Ferrovie dello Stato, e di Giuseppina Sarazzi. 
Arruolatosi nel Regio Esercito, entrò come allievo nella Regia Accademia di Artiglieria e Genio di Torino il 1 novembre 1940. Uscitone con il grado di sottotenente, fu assegnato all'arma di artiglieria il 22 marzo 1942, entrando in servizio dapprima al 1º Reggimento d'artiglieria alpina e, poi, nella 32ª Batteria del Gruppo "Bergamo", 2º Reggimento in forza alla 2ª Divisione alpina "Tridentina", con cui partì per la campagna di Russia nel corso dello stesso anno. Partecipò alla battaglia di Nikolaevka, guadagnandosi una medaglia di bronzo al valor militare e una promozione a tenente per merito di guerra, e venne rimpatriato al termine del ciclo operativo. Mentre era di stanza a San Candido, in Val Pusteria, fu catturato dai tedeschi in seguito alla proclamazione dell'armistizio dell'8 settembre 1943 ed internato in Polonia e Slesia sino alla fine della seconda guerra mondiale.
Ritornato in Italia nell’agosto 1945, fu poi promosso capitano e prestò servizio, in successione, nel Reggimento artiglieria a cavallo, nel Gruppo artiglieria da montagna "Belluno", nel 3º Reggimento artiglieria da montagna e, promosso maggiore, tra il 1962 e il 1964 fu Capo di stato maggiore della Brigata alpina "Julia" e poi, dal 1964 al 1966, delle truppe alpine dei settori Carnia, Cadore e San Daniele.
Il 10 ottobre 1966, in qualità di tenente colonnello,  assunse il comando del 2º Reggimento artiglieria da montagna, venendo poi promosso colonnello il 2 dicembre dello stesso anno. Nel 1971 fu promosso generale di brigata, assumendo il comando della Brigata alpina "Cadore".
Al termine del periodo di comando fu nominato Direttore generale AMAT (Armi, Munizioni e Armamenti Terrestri) del Ministero della difesa a Roma, incarico che tenne sino alla promozione a generale di corpo d'armata, avvenuta il 13 agosto 1977. A partire dall’anno successivo ricoprì l’incarico di comandante del 4º Corpo d'armata alpino di Bolzano e, successivamente, del 5º Comando Militare Territoriale della Regione Nord Est, con Quartier generale a Padova. Dal 14 settembre 1981, e sino al 18 gennaio 1984, ricoprì l’incarico di Comandante Generale dell’Arma dei Carabinieri. Ritornato alla vita civile, si stabilì a Udine, in Friuli, e tra il 1985 e il 1990 fu presidente del locale Comitato Provinciale della Croce Rossa. Si spense a Udine il 23 ottobre 2014.

### Annotazioni
1. ↑  In precedenza, nominato Commendatore il 2 giugno 1975 e Grande ufficiale il 27 dicembre 1977.

### Fonti
1. 1 2 3 4 5 6 7 8 9 10 11 12  L’Alpino n.11, novembre 2014, p. 27.
2. 1 2 3 4 5  Tosca 2015, p. 2.
3. ↑  Sito web del Quirinale: dettaglio decorato.
4. ↑  Decreto ministeriale n. 578
5. ↑  Registrato alla Corte dei Conti addì 19 gennaio 1949, registro 2, foglio 180.

### Periodici
- Franco Tosca, Il nostro saluto al generale Valditara, in Nün dla Pèna Néra, n. 11, Novara, Associazione Nazionale Alpini-Sezione di Novara, maggio 2015,  p. 27.
- Addio, Cuor di Leone, in L’Alpino, n. 11, Milano, Associazione Nazionale Alpini, novembre 2014,  p. 27.